# Área de distribución biogeográfica

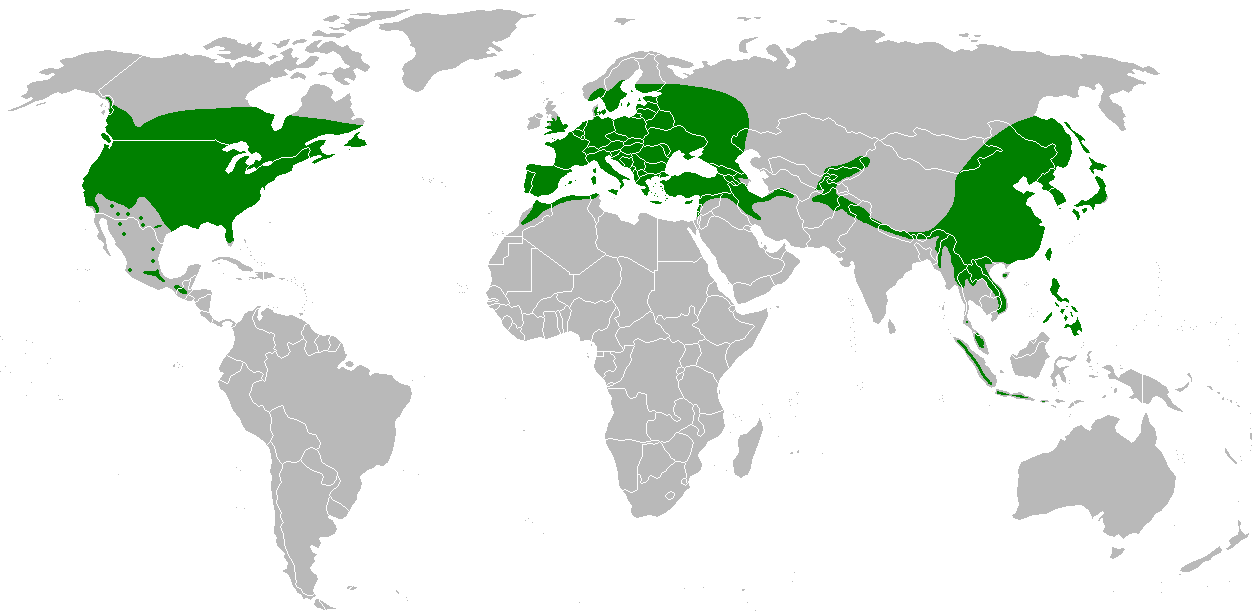
Ejemplo de área de distribución geográfica: Área de distribución de los arces. (Acer)

El área biogeográfica, distribución geográfica o área de distribución es el espacio geográfico en el que habitan las poblaciones de una especie, una subespecie u otro tipo de taxón. La especialidad que dentro de la biogeografía se ocupa de las áreas concretas de los taxones se denomina corología. Dentro de una determinada área de distribución biogeográfica las especies pueden adoptar distintos modos de distribución.
En ecología y biogeografía el estudio de las características de las áreas es un capítulo importante. El área se liga, por ejemplo, con la demografía y con las posibilidades de supervivencia de los taxones. La fragmentación del área por la alteración debida al desarrollo económico, es uno de los temas mayores de la biología de la conservación.
La extensión es uno de los parámetros fundamentales, pero no el único. Una especie es cosmopolita o ubicuista cuando encuentra y ocupa hábitats apropiados en todos los continentes o en todos los océanos. La especie humana es un ejemplo perfecto, como lo son sus acompañantes, la cucaracha, la mosca doméstica  o el gorrión común.
En el extremo opuesto, una especie es endémica cuando se presenta en un área muy restringida. Un endemismo puede encontrase en el área donde se originó, como ocurre con muchas especies de islas y otros hábitats dispersos (por ejemplo montañas aisladas), en cuyo caso se puede decir que son neoendemismos. Un paleoendemismo es una especie cuya distribución restringida representa solo una pequeña parte de otra anterior más amplia, generalmente lejos del área en el que surgió evolutivamente. Se pueden decir en este caso que la especie ocupa un área relicta.
Un parámetro importante del área de una especie es su carácter continuo o discontinuo (en corología se utiliza el término «área disjunta»). La distribución de una especie evolutivamente nueva es naturalmente continua, pero los azares del cambio climático, las epidemias o la competencia ecológica pueden conducir a su fragmentación. Una vez escindida el área en varias separadas, la evolución puede conducir a destinos distintos a las poblaciones de cada zona, interpretándose que este es uno de los mecanismos más importantes implicados en la diferenciación de especies nuevas (especiación alopátrica).

## Distribución de biomas
Un tema biogeográfico relacionado, pero distinto, es el de la distribución de los biomas, conjuntos de especies y de comunidades que se extienden sobre un área que es homogénea climática e históricamente (en el sentido de la historia biológica, de la comunidad de origen). 
Una provincia, región o reino biogeográfico es una zona terrestre o marítima ocupada por un bioma característico (definido por los taxones y comunidades que lo forman).
Se utilizan los términos provincia faunística o región zoogeográfica cuando solo se refiere a la parte animal de la biota, es decir la fauna; de forma similar se dice reino floral o fitogeográfico cuando se refiere a la flora, la parte de la biota formada por las plantas.

## Factores abióticos

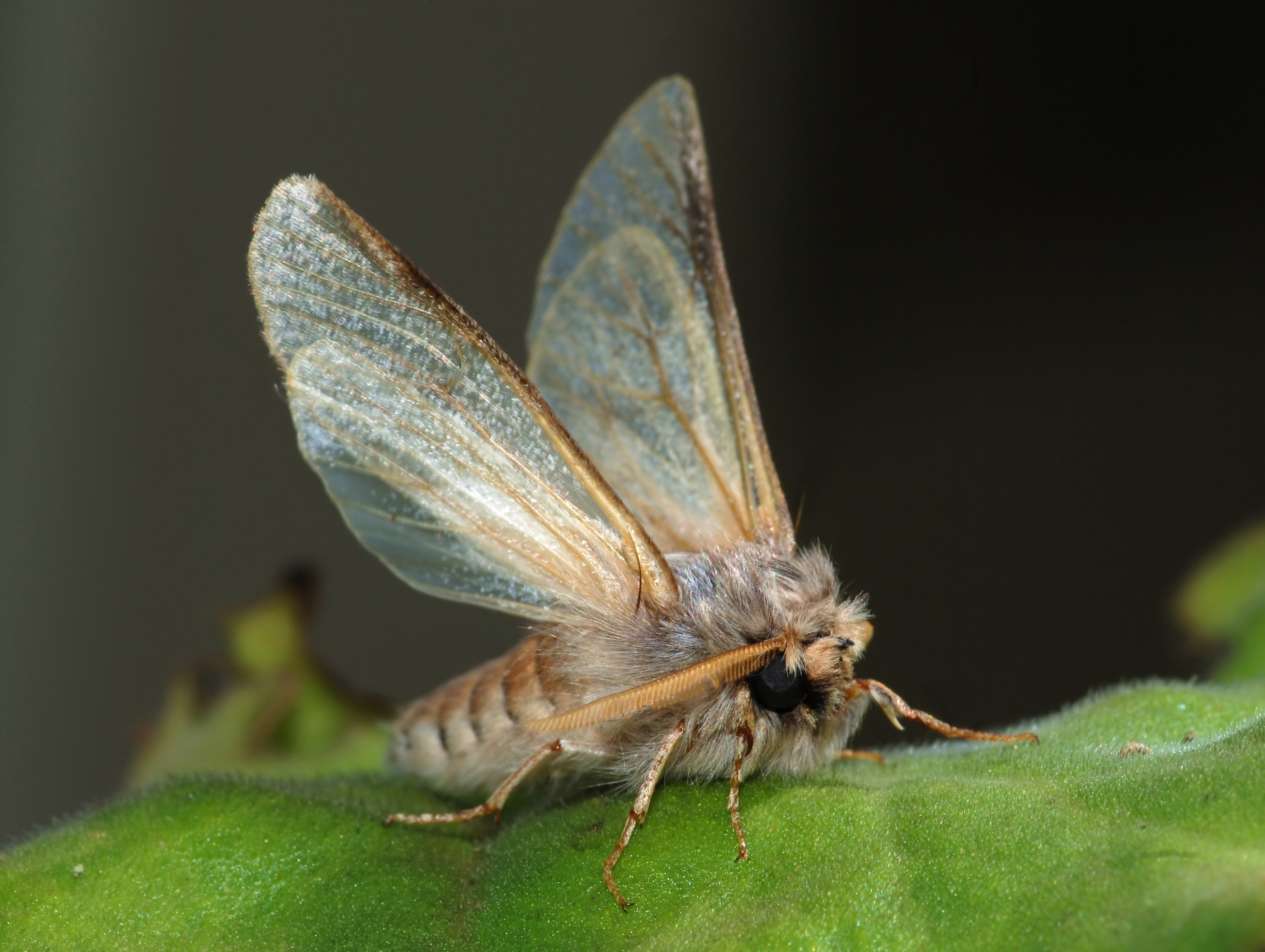
Thaumetopoea pityocampa, expandió su área de distribución hacia el norte en Francia.

Los gradientes en factores climáticos crean barreras fisiológicas para la dispersión.  Todas las especies tienen límites de tolerancia a los factores abióticos, que pueden reducir su supervivencia y éxito reproductivo y limitar la expansión del área de distribución más allá del límite. Los cambios en la temperatura pueden hacer que una especie cambie su área de distribución geográfica. Con el aumento de las temperaturas como resultado del calentamiento global, se ha visto que las especies en el hemisferio norte expanden su área hacia el norte debido al aumento de la supervivencia y la reproducción como resultado del calentamiento. La precipitación también puede ser un determinante clave para limitar los límites del área de distribución geográfica de las especies. Esto se ve a menudo en organismos con altas demandas de agua, cuya supervivencia y reproducción disminuiría más allá del borde debido a condiciones secas, lo que limita la expansión. También se observa que la humedad del suelo o del aire limita la expansión del área de distribución. En términos de humedad del suelo, se observa una expansión de área de distribución limitada para especies que se alimentan de organismos del suelo o para especies que residen en el suelo y dependen de ella para obtener nutrientes. Si no se cumplen los requisitos de humedad más allá del área de distribución de especies, no podrán expandirse debido a las reducciones resultantes en la aptitud. Existen muchos otros factores abióticos que pueden determinar el área de distribución de una especie, incluido el oxígeno disuelto, la cubierta del dosel, la conductividad, la alcalinidad y el pH.

## Factores bióticos

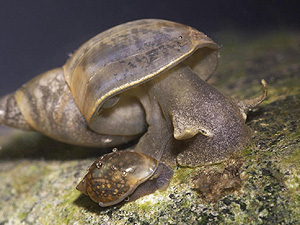
Se ha determinado que el gasterópodo de agua dulce Lymnaea stagnalis posee una mayor presencia de parásitos trematodos en el borde de su área de distribución que en el centro de la misma.

Las interacciones entre especies pueden causar limitaciones al área de distribución geográfico de una especie. La interacción más obvia que limita la expansión del área de distribución es la depredación, donde las especies de presas no se mueven más allá de su área de distribución para evitar el ataque de los depredadores y la mortalidad. Los límites del área de distribución geográfico también se pueden determinar por competencia, donde las especies menos competitivas se ven obligadas a condiciones subóptimas dentro de los límites del área geográfica para evitar una presión excesiva sobre los recursos naturales y el hábitat. El área de distribución geográfico de una especie puede estar vinculado a otro, donde el área de distribución de una especie no puede extenderse independientemente de la otra. Esto se ve en las relaciones mutualistas, donde la aptitud y el crecimiento de la población se reducen fuera del área de distribución de los anfitriones donde el simbionte no está presente. El parasitismo también puede desempeñar un papel en limitar la expansión de especies fuera de su área de distribución. Esto ocurre cuando hay una mayor presencia de infección en los límites del área de distribución que reduce el crecimiento de la población y la supervivencia y, en última instancia, reduce la expansión adicional. Una mayor presencia de parásitos puede ocurrir cuando las condiciones abióticas son desfavorables en el borde, lo que lleva a una menor resistencia de las especies a la infección.

## Factores antrópicos

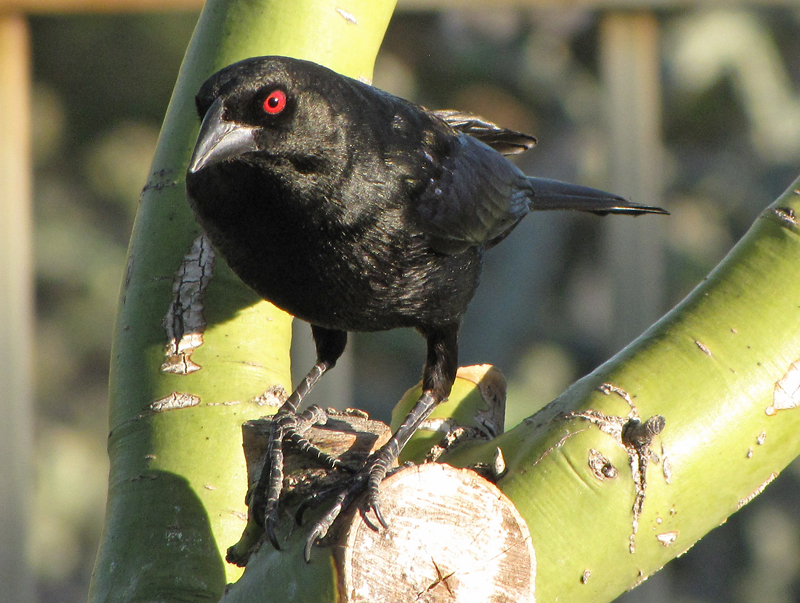
El vaquero de ojos rojos, Molothrus aeneus, continua expandiendo su área de distribución biogeográfica en Nuevo México y Texas a causa de la desforestación.

Los seres humanos son responsables de provocar cambios en el medio ambiente y el hábitat del que dependen las plantas y los animales para sobrevivir. Estos impactos tienen el potencial de alterar los comportamientos, interacciones y distribuciones de las especies. Muchas áreas se deforestan para proporcionar tierras para uso agrícola o industrial. La deforestación puede causar la pérdida del hábitat de millones de especies y puede causar la expansión o contracción de su área de distribución biogeográfica. Las especies que prefieren tierras deforestadas, pueden expandirse en su área para aprovechar un nuevo hábitat, sin embargo, las especies que requieren bosques para sobrevivir, su área de distribución biogeográfica puede disminuir o cambiar por completo. Se ha observado que el calentamiento global resultante de los gases de efecto invernadero emitidos al aire provoca cambios en la dispersión y distribución biogeográfica de las especies. Debido al aumento de las temperaturas, los organismos se mueven hacia el norte para alcanzar temperaturas ligeramente más frías para buscar el nicho ambiental al que están adaptados. Esto les permite continuar con una supervivencia y reproducción estables y, en última instancia, mantener a su población. Los seres humanos también han iniciado muchas expansiones de distribución al transportar especies a nuevos lugares tanto de forma intencionada como accidental. Estas especies introducidas pueden sobrevivir y reproducirse en estos nuevos lugares y ampliar su distribución geográfica siempre que las condiciones sean adecuadas. Estas especies también pueden causar cambios en el área de distribución biogeográfica de especies nativas que no pueden tolerar la competencia de las especies invasoras, que poseen formas novedosas de utilizar los recursos.